# Linz Jenő
Linz Jenő (külföldön Eugen Linz, eredeti neve Lincz Jenő Pál) (Budapest, 1889. november 6. – Graben, 1954. február 15.) magyar származású német zongoraművész és -tanár, drámaíró. Linz Márta (1892–1982) hegedűművésznő, zeneszerző testvére, Antonia (Linz-)Dietrich (1900–1975) színésznő férje.

## Élete
Édesapja, születésekor a Népszínház „pénztárnoka” volt. A budapesti Zeneakadémia zongora szakát Thomán István egyik legtehetségesebb növendékeként végezte el. 1910-től adott hangversenyeket Európa-szerte. 1913 és ’15 között a kecskeméti zeneiskola tanára volt, majd a genfi konzervatórium művészképzőjében oktatott, de maradt tekintélyes koncertzongorista is. Főként Beethoven és Brahms műveinek előadásával tűnt ki. Játékát „temperamentumosnak” jellemezték, Tóth Aladár „férfiasnak” mondta.
Az 1920-as években telepedett le Németországban. 1926-ban vette feleségül a kor népszerű színésznőjét, Antonia Dietrichet. 1929-től lett rendkívül termékeny drámaíró. Élete végéig több tucat színpadi művet írt a misztériumjátéktól a komédiáig. Rövid időre kizárta a birodalmi írókamara tagjai közül, mert 1935-ben keletkezett Alkibiades c. drámáját előzetes cenzúra nélkül adatta elő Drezdában.

## Ismert külföldi hangversenyei
- 1916. november 8.: Bázel
- 1917. március 8.: Sankt Gallen
- 1918. január 4.: Zürich
- 1919: Stockholm
- 1920. február 25.: Berlin
- 1924: Stockholm
- 1925. december 9.: Párizs

## Drámái
- Megias (1929, drámai fantázia)
- Fauna (1930, romantikus vígjáték)
- Der heilige Esel (1932, vígjáték)
- Thomas Becket (1933, dráma)
- Torso (1934)
- Alkibiades (1935, tragédia)
- Beatrix (1936, misztériumjáték)
- Krösus (1937, dráma)
- Gleich zu gleich oder die Schildkröte (1937, vígjáték)
- Maria von Schottland (1938, dráma)
- Das Schiedsgericht (1939, vígjáték Menandrosz nyomán)
- Richard der Ungekrönte (1940, tragédia)
- Adrian und Florian (1941)
- Corona (1941, vígjáték)
- Johann von Burgund (1942)
- Der verlorene Sohn (1942)
- Ein unterträglicher Sohn (1943)
- Barabas (1943, tragédia)
- Die Schweigsame (1944, vígjáték)
- Wenn die Erde bebt (1944, misztériumjáték)
- Der Doppelgänger (1945, tragikomédia)
- Der heilige Diamant (1945)
- Lebendige unter Toten (1946, drámai fantázia)
- Der Ruf (1947)
- Der Schatten (1947)
- Die letzte Rolle (1947, vígjáték egy felvonásban)
- Dein Bruder Judas (1947, dráma)
- Die Legende vom Hafen (1948)
- Das Märchen vom Ende (1949, színmű)
- Das Lebensschiff (1949)
- Yoricks Wiederkehr (1949)
- Die sich selbst verdammen (1950, tragédia)
- Seifenblasen (1950)
- Der Pechvogel (1951)
- Wie jeder Andere (1952, vígjáték)
- Das verschüttete Leben (1952)
- Sonnenfinsternis (1953)
- Eine Familie unter sich (1953, színmű Harsányi Zsolt Életre-halálra c. műve nyomán)
- Zweimal Helena (1953)
- Die Perle (é. n., vígjáték egy felvonásban)